# Sandakfu
Sandakfu o Sandakphu és un dels principals cims del grup de les muntanyes Singalila, derivació de les muntanyes de l'Himàlaia, al districte de Darjeeling a Bengala Occidental. Amb una altura és de 3.698 msnm domina una vista sobre les neus de Sikkim i les muntanyes del Nepal incloent l'Everest. La frontera del Nepal amb l'Índia passa per una part d'aquesta muntanya.